# Abromus lusoensis
Abromus lusoensis é uma espécie de insetos coleópteros polífagos pertencente à família Bothrideridae.
A autoridade científica da espécie é Coiffait, tendo sido descrita no ano de 1984.
Trata-se de uma espécie presente no território português.